# Sân bay Paloich
Sân bay Paloich (IATA: HGI, ICAO: HSFA) là một sân bay ở Paloich, Thượng Nin, Nam Sudan.

## Hãng hàng không và điểm đến
| Hãng hàng không       | Các điểm đến |
| --------------------- | ------------ |
| Golden Wings Aviation | Juba         |